# Георг Пройсс (підводник)
Георг Пройсс (нім. Georg Preuss; 30 грудня 1916 — 5 листопада 1960) — німецький офіцер-підводник, капітан-лейтенант крігсмаріне.

## Біографія
3 квітня 1936 року вступив на флот. 1 вересня 1939 року призначений в морську авіацію, після проходження підготовки з березня 1940 року служив спостерігачем в 1-й ескадрильї 506-ї групи берегової авіації. З 6 січня по 3 червня 1941 року пройшов курс підводника. З червня 1941 року — 1-й вахтовий офіцер на підводному човні U-433, на якому взяв участь в одному поході (25 серпня — 25 вересня 1941), під час якого був пошкоджений 1 корабель водотоннажністю 2215 тонн. З 2 жовтня 1941 року — референт в штабі 7-ї флотилії. З квітня 1942 року — офіцер з перевірки торпед при керівникові командування з випробування торпед в Екернферде. З 16 липня по 13 серпня 1943 року пройшов курс командира підводного човна. У вересні 1943 року направлений на будівництво U-1224. З 20 жовтня 1943 по 15 лютого 1944 року — командир U-1224. В березні 1944 року направлений на будівництво U-875. З 21 квітня 1944 року — командир U-875. 9 травня 1945 року здався британським військам у Бергені. 21 березня 1947 року звільнений.

## Звання
- Кандидат в офіцери (3 квітня 1936)
- Морський кадет (10 вересня 1936)
- Фенріх-цур-зее (1 травня 1937)
- Оберфенріх-цур-зее (1 липня 1938)
- Лейтенант-цур-зее (1 жовтня 1938)
- Оберлейтенант-цур-зее (1 жовтня 1940)
- Капітан-лейтенант (1 серпня 1943)

## Нагороди
- Комбінований Знак Пілот-Спостерігач
- Авіаційна планка розвідника
- Залізний хрест
  - 2-го класу (1940)
  - 1-го класу